# Kalix IP
Kalix IP är en bandyanläggning i Kalix, Sverige. Kalix BF spelar sina hemmamatcher där. Arenan fick konstfruset 1994, och publikrekordet lyder på 4 211 personer. och noterades den 14 januari 1994 på matchen Kalix Nyborg BK-Västerås SK.

### Fotnoter
1. ↑  ”VSK Forum”. 22 mars 1998. http://www.vskforum.com/vsk.nu/bmots_98.html. Läst 15 oktober 2011.